# اتان میچل
اتان میچل (انگلیسی: Ethan Mitchell؛ زادهٔ ۱۹ فوریهٔ ۱۹۹۱) دوچرخه‌سوار اهل نیوزیلند است.
وی در مسابقات کشوری و بین‌المللی در مجموع برندهٔ ۵ مدال طلا، ۳ مدال نقره، ۱ مدال برنز شده‌است.